# NGC 4426
NGC 4426 (również NGC 4427) – gwiazda podwójna znajdująca się w gwiazdozbiorze Warkocza Bereniki. Poszczególne gwiazdy mają jasności obserwowane 15m.
Jako pierwszy zaobserwował ją Heinrich Louis d’Arrest 21 kwietnia 1865 roku i skatalogował jako obiekt typu „mgławicowego”. 22 kwietnia 1886 roku obserwował ją Guillaume Bigourdan i również skatalogował jako obiekt typu „mgławicowego”. John Dreyer zestawiając swój katalog New General Catalogue podejrzewał, że astronomowie ci obserwowali ten sam obiekt, lecz nie mając 100% pewności skatalogował obie te obserwacje pod numerami NGC 4426 i NGC 4427.